# Maria Anna von Pfalz-Neuburg
Maria Anna von Pfalz Neuburg (ur. 28 października 1667, w Düsseldorfie, zm. 16 lipca 1740) – księżniczka palatyńska, królowa Hiszpanii jako druga żona Karola II Habsburga.
Rodzicami Marii Anny byli: palatyn Filip Wilhelm, oraz jego żona Elżbieta Amalia Hessen-Darmstadt. Maria Anny miała liczne rodzeństwo. Jej starszymi siostrami były: Eleonora Magdalena – cesarzowa Austrii jako żona Leopolda I i Maria Zofia – królowa Portugalii jako żona Piotra II. Jej młodszą siostrą była Jadwiga Elżbieta Sobieska – synowa króla Jana III Sobieskiego.
Pierwsza żona Karola II – Maria Ludwika Orleańska, zmarła bezdzietnie w lutym 1689 roku. Maria Anna została wybrana na jej następczynię spośród wielu kandydatek, ponieważ jej przodkowie byli bardzo płodni. Wyszła za mąż za Karola II, w 1690. Jednak ona również nie potrafiła dać mężowi upragnionych potomków – prawdopodobnie nie z jej winy, lecz ze względu na problemy zdrowotne króla.
Z matką męża – ze swoją teściową i królową-wdową Marianną Austriaczką była w złych relacjach. Dzieliła je z różnica zdań na temat sukcesji tronu po mężu i synu – królu Karolu II. Królowa-matka chciała, aby tron objął młodziutki Józef Ferdynand Wittelsbach, a królowa-małżonka chciała aby tron objął jej bratanek – arcyksiążę Karol Habsburg, przyszły cesarz. Obie panie szczerze się nienawidziły – toczyła się pomiędzy nimi cicha walka o władzę.
Kiedy jej teściowa – Marianna Austriaczka umarła w maju 1696 roku, pozycja Marii Anny na dworze wzrosła. W tym czasie pogodziła się z ostatnią wolą umierającej teściowej dotyczącą sukcesji po śmierci Karola II, by młodziutki książę Józef Ferdynand Wittelsbach objął tron. Było to rozwiązanie kompromisowe pomiędzy kandydaturami Burbonów i Habsburgów, przez co zostało zaakceptowane w całej Europie. Los jednak chciał, że w 1699 roku książę niespodziewanie zmarł. Wtedy Maria Anna usiłowała namówić męża, by na następcę wskazał jej bratanka – arcyksięcia Karola na następcę. Lecz małżonek, obawiając się rozpadu monarchii, wskazał kandydaturę burbońską: księcia Andegawenii – Filipa Andegaweńskiego, który po jego śmierci został królem jako Filip V Hiszpański.
W obliczu wygaśnięcia dynastii Habsburgów w Hiszpanii, Maria Anna jako królowa wspierała bezskutecznie partię austriacką. Z tego też powodu po śmierci męża (1 listopada 1700 roku) i objęciu tronu przez Filipa Burbona została zmuszona do opuszczenia Madrytu. Zamieszkała w Toledo, gdzie w 1706 roku z entuzjazmem przywitała swego siostrzeńca Karola, gdy udało mu się zająć to miasto w trakcie wojny o sukcesję hiszpańską. Jednak po jego klęsce i ostatecznym objęciu tronu przez Burbonów musiała opuścić Hiszpanię. Następne 20 lat mieszkała w Bajonnie we Francji w zapomnieniu i dopiero tuż przed śmiercią otrzymała zgodę na powrót do Hiszpanii. Zmarła bezdzietnie w Guadalajarze.